# Hoàn Sơn
Hoàn Sơn là một xã thuộc huyện Tiên Du, tỉnh Bắc Ninh, Việt Nam.
Xã Hoàn Sơn có diện tích 6,88 km², dân số năm 1999 là 8231 người, mật độ dân số đạt 1196 người/km².